# Сальзігутово (Мечетлінський район)
Сальзігу́тово (рос. Сальзигутово, башк. Салйоғот) — присілок у складі Мечетлінського району Башкортостану, Росія. Входить до складу Большеустьікінської сільської ради.
Населення — 266 осіб (2010; 255 у 2002).
Національний склад:
- башкири — 86 %